# Nowy Dwór Mazowiecki
Nowy Dwór Mazowiecki è una città polacca del distretto di Nowy Dwór Mazowiecki nel voivodato della Masovia.
Ricopre una superficie di 28,27 km² e nel 2005 contava 27 678 abitanti.